# Balogh Péter (üzletember)
Balogh Péter (Gödöllő, 1977 –) szoftverfejlesztő, üzletember, az NNG navigációsszoftver-gyártó cég alapítója, angyalbefektető. 2019 óta a Cápák között televíziós műsor szereplője. 2023 januárjától 2023 nyaráig a Jazzy rádió Business Class címmel induló reggeli rádióműsorának egyik műsorvezetője volt. 2022-ben több társával megalapította STRT Holding Nyrt-t.

## Gyermekkora
Szülővárosában élt szüleivel 14 éves koráig. Hétéves korától foglalkozott számítógépekkel, tanult autodidakta módon programozni. Első számítógépe egy Commodore 64 volt. Általános iskolai tanulmányait a Petőfi Sándor Általános Iskolában végezte. Bonyhádi származású. Gimnáziumi tanulmányait Budakeszin, a Nagy Sándor József Gimnáziumban végezte, az iskolához tartozó kollégiumban lakott. A gimnázium után a Veszprémi Egyetem (mai nevén Pannon Egyetem) informatika szakán tanult, de az első év után otthagyta.

## Vállalkozói karrierje
1996-1997 között a Faces Kft-vel internetes keresőrendszert fejlesztett. Ennek elbukása után 1997-1999 között a Medex Kft-ben csapatával gyógyszertári informatikai rendszereket fejlesztettek. 1999-ben Finnországba költözött, ahol a Nokia egyik legfiatalabb konzultánsaként vezetéknélküli technológiák fejlesztésével foglalkozott Tampere-ben. Több találmánya és egy szabadalma is kapcsolódott a 802.11 szabványhoz (mai nevén WiFi). 2001-ben munka mellett kezdte ingyenes szoftvereit publikálni az akkor induló Pocket PC platformra (Peter's GameBox, Peter's Casino, Peter's Viewer). Ezek sikerén felbuzdulva 2002-ben adta ki a Snails című játékát, mely több nemzetközi díjat is elnyert. A játékok bevételére alapozva hazaköltözött Magyarországra és céget alapított. 2002-2006 a PDAmill Kft. alapítója, vezetője. Cége Pocket PC és egyéb PDA-eszközökre fejlesztett játékokat és egyéb alkalmazásokat. Termékeik 7 éven át nyertek el Pocket PC Awardokat. Az okostelefonok megjelenése előtt nemzetközileg az egyik legelismertebb játékcég voltak.
2004-2015 az NNG társalapítója, CTO-ja, ügyvezetője, vezérigazgatója. 2013-ban több tulajdonostársával együtt eladta üzletrészét. 2015-ben távozott a vezérigazgatói székből.

## Befektetői karrierje
2014 óta foglalkozik angyalbefektetésekkel, az ország egyik legaktívabb startup befektetője. 2019 óta a Cápák között egyik Cápája az RTL üzleti reality sorozatában. 2022-ben több társával megalapította a STRT Holding Nyrt-t, melyet 2023 december 12-én tőzsdére vittek, a Budapesti Értéktőzsde XTEND platformján. A cég két fő tevékenysége a vezetők, cégvezetők képzése és a kockázati tőkebefektetés startup vállalkozásokba.

## Magánélete
Második házasságában él, felesége Mária. Első házasságából kettő, másodikból egy lánya van, Panni.